# Arquíadas (neto de Plutarco)
Arquíadas (em grego: Ἀρχιάδας; romaniz.: Archiádas) foi um nobre grego ateniense que esteve ativo em meados do século V. Era neto do filósofo neoplatônico Plutarco de Atenas e presumivelmente filho da filósofa Asclepigênia. Em data desconhecida casou-se com Plutarca com quem teve uma filha chamada Asclepigênia, que casar-se-ia com o patrício Teágenes.
Se sabe que seu avô confiou-lhe os cuidados de Siriano e que era grande amigo do também filósofo Proclo. As fontes relatam que Proclo forçou sobre ele suas virtudes políticas e métodos e encorajou-o a ser o benfeitor da cidade e de seus cidadãos. Arquíadas perdeu boa parte de sua propriedade em decorrência de saques e devastação, provavelmente provocada por salteadores bárbaros, e procurou consolar Teágenes alegando que não deveriam preocupar-se com o montante se ela foi gasta na Panateneia.